# Ionuț Șerban
Ionuţ Şerban (sinh ngày 7 tháng 8 năm 1995) là một cầu thủ bóng đá người România thi đấu cho Dinamo București ở vị trí tiền vệ phòng ngự. Anh ghi bàn thắng đầu tiên tại Liga I vào ngày 20 tháng 4 năm 2014, cho Dinamo București, trong trận đấu trước Astra Giurgiu.